# Mal·leodèctids
Els mal·leodèctids (Malleodectidae) són una família extinta de marsupials dasiüromorfs que visqueren a Sud-amèrica i el continent australià des de l'Eocè inferior fins al Miocè superior. Se n'han trobat restes fòssils a la formació d'Itaboraí (Brasil) i Riversleigh (Austràlia). Els gèneres d'aquesta família, especialment Malleodectes, tenien les dents adaptades per a la durofàgia, és a dir, el consum de preses com caragols o insectes durs. Per exemple, tenien les dents premolars atrofiades i mancaven de diastema entre la segona i la tercera premolars superiors.